# Erra (mytologi)
Erra är pestguden i Babylonien känd via ett berömt epos om honom från första hälften av 1000-talet f.Kr.. Eposet beskriver krigens fasa och samhällets kollaps i Babylonien i samband med arameernas invandring.